# Roman Horvat
Roman Horvat (Lubiana, 21 novembre 1971) è un ex cestista sloveno.

## Carriera
Con la Slovenia ha disputato due edizioni dei Campionati europei (1993, 1995).

## Palmarès
- Coppa di Slovenia: 5

Union Olimpija: 1992, 1993, 1994, 1995, 1997
- Coppa d'Europa: 1

Union Olimpija: 1993-94